# Сол Вилијамс
Сол Стејси Вилијамс (енгл. Saul Stacey Williams; Њубург, Њујорк, 29. фебруар 1972) амерички је репер, певач, текстописац, музичар, песник, писац и глумац. Познат је по свом споју поезије и алтернативног хип хопа, као и по својој улози у филму Slam из 1998. године и мјузиклу Holler If Ya Hear Me.

## Биографија

### Детињство и младост
Сол Стејси Вилијамс је рођен 29. фебруара 1972. године у Њубургу, Њујорк, као најмлађе од троје деце. Похађао је Њубург Фри Академи (енгл. Newburgh Free Academy), где је написао своју песму Black Stacey. Дипломирао је на Морхаус колеџу из области глуме и филозофије, а затим се преселио у Њујорк, где је завршио мастер лепих уметности у области глуме на Њујоршком универзитету и у школи уметности Тиш (енгл. Tisch School of the Arts). Док је био на Њујоршком универзитету, постао је део поезијске сцене Њујорк кафе (енгл. New York café). Такође је живео у Бразилу као студент на размени од 1988. до 1989. године.

## Каријера

### Поезија
До 1995. године Вилијамс је постао „open mic” песник. Године 1996. освојио је титулу Гренд Слем шампионата песничког кафеа Њујоркиан. Документарни филм SlamNation прати Вилијамса и остале чланове екипе Њујоркиан слем песника 1996. године (Бо Сиа, муМс да Шемер и Џесика Кер Мур) док се такмиче у Националном песничком слему 1996. године одржаном у Портланду, Орегон. Следеће године је Вилијамс тумачио главну улогу у играном филму објављеном 1998. године под називом Слем (енгл. Slam). Вилијамс је био и глумас и писац филма, те је освојио награду жирија Санденс фестивала и Camera D'Or (златна камера) на фестивалу у Кану.

### Музика
Око 1998. године, Вилијамс се такође почео да се бави музиком. Наступао је са уметницима као што су Нас (енгл. Nas), Фјуџиз (енгл. The Fugees), Кристијан Алварез (енгл. Christian Alvarez), Блекалишос (енгл. Blackalicious), Ерика Баду (енгл. Erykah Badu), Кеј-Ер-Ес-Уан (енгл. KRS-One), Зак де ла Рока (енгл. Zack De La Rocha), Де Ла Соул (енгл. De La Soul), Бакетхед (енгл. Buckethead) и Ди-џеј КрастХек (енгл. DJ KrustНас), као и песницима попут Алена Гинзберга и Соње Санчез. Након што је издао низ ЕП-ова, године 2001. издао је албум под називом Amethyst Rock Star са продуцентом Риком Рубином. У септембру 2004. издао је албум Сол Вилијамс који је добио добре критике и велико признање. Наступао је на неколико концерата у којима је подржао Најн инч неилс (енгл. Nine Inch Nails) током њихове европске турнеје у лето 2005. године, а такође је подржао и Марс волту (енгл. The Mars Volta). Вилијамс је у то време позван на музички фестивал Лолапалуза, а чикашка позорница омогућила је Вилијамсу да привуче ширу публику. Појавио се на албуму Најн инч неилса Year Zero и подржао групу на њиховој турнеји по Северној Америци 2006. године. На турнеји је Вилијамс најавио да ће Трент Резнор копродуцирати његов следећи албум.
Ова сарадња резултирала је албумом The Inevitable Rise and Liberation of NiggyTardust! који је издат 2007. године. Нови албум био је доступан само на његовој веб-страници док није издат физички ЦД на којем су биле и нове песме и додатни артворк на албуму. Првих 100.000 купаца на веб-страници имало је могућност да преузме бесплатну аудио верзију албума слабијег квалитета. Друга опција је била да корисници плате 5 долара како би директно подржали извођача и добијали су могућност да преузму квалитетније MP3 верзије или FLAC верзије без губитака. Песме на албуму продуцирао је Трент Резнор, а микс је радио Алан Молдер. Резнор је рекао да ће, након недавног властитог проблема са издавачким кућама, они издати албум самостално и директно публици.
Почетком 2008. године, у реклами за Nike Sparq Training појавила се Вилијамсова песма List of Demands (Reparations). У интервјуу за Вајред дот ком (енгл. Wired.com) у новембру 2008. године, Вилијамс је говорио о својим наредним пројектима: „Постоји један албум у ком сам дубоко до струка. Намеравам да га завршим следећег месеца. Трент жели да ради на наставку за Niggy и ја мислим да би то било кул, а такође имам и албум и нове песме чије сам демо снимке направио код куће и само треба да одем у студио како би их завршио. Песме представљају потпуни одраз онога како се осећам у овој земљи; ово је веома преображајно време”.
Вилијамсов четврти албум, Volcanic Sunlight, објављен је 11. новембра 2011. године. Вилијамс је албум представио у лондонској Хокстон Бар Кичен 26. јануара 2011. Лајвмјузик (енгл. Livemusic) је те вечери интервјуисао Вилијамса и касније снимио филм, у продукцији уметника Алекса Темплтаун-Ворда. Када су Вилијамса питали у чему је поента поезије, рекао је: „Измишљам ово, немам појма, али ево. Мислим да би поента била изразити, делити, олакшати, истражити. За мене, поезија нуди нешто попут катарзичног искуства. У стању сам да се крећем кроз емоције, посебно кроз емоционално искуство, знате, распадања, потешкоће у свим стварима са којима се могу суочити, било да се ради о индустрији или вољеној особи или било кога, мора да постоји процес инфилтрације, као што имате отворен прозор онамо. То је сврха поезије: она је прозор који се отвара, који омогућава да уђе неки ваздух, неко друго схватање, нека друга могућност како бисмо могли истражити све што осећамо, све што мислимо, али уз простор да видимо више од онога што знамо, јер постоји много више од онога што знамо. Да се нисам отворио према могућностима непознатог, онда бих био изгубљен.”
Пети албум Сола Вилијамса, под називом MartyrLoserKing, објављен је 29. јануара 2016. године.
У марту 2018. године Килси (енгл. The Kills објавили су кавер Вилијамсове песме List of Demands (Reparations), а Вилијамс је отворио концерт Килса у Ренент театру у Лос Анђелесу, 13. августа 2018. године.

### Књижевност
Као писац, Вилијамс је своја дела објављивао у Њујорк тајмсу (енгл. The New York Times), Есквајеру (енгл. Esquire), часопису Бомб (енгл. Bomb Magazine) и Африкан воисез (енгл. African Voices), а објавио је и четири збирке песама. Као песник и музичар, Вилијамс је гостовао широм света, појављујући се на многим универзитетима и факултетима. У свом интервјуу у књизи Речи у лице: Вођена тура кроз двадесет година песничког слема у Њујорку (енгл. Words in Your Face: A Guided Tour Through Twenty Years of the New York City Poetry Slam), Вилијамс је објаснио зашто ствара унутар толико жанрова: „Није да ја држим равнотежу између свих тих уметности, већ све те различите уметности уравнотежују мене. Дакле, постоји одређена врста емоција која је знатно доступнија кроз музику него кроз поезију ... неке су ствари замишљене да буду написане, неке да се певају, неке да се певуше, док су неке ствари створене да се вичу и тако то функционише у животу”.
У јануару 2009. године објавио је NGH WHT – The Dead Emcee Scrolls with The Arditti Quartet, читање његове истоимене збирке песама из 2006. године. Ова сарадња са Томасом Кеслером објављена је са две могућности плаћања: слушаоци су могли преузети поглавља 18 до 22 27-минутне композиције у MP3 формату бесплатно или су могли преузети читаву композицију од 33 поглавља у AIFF формату без губитака за 6 долара, заједно са изолованим вокалним и квартетним мултитрековима. Целокупно плаћено читање укупно је износио 563 мегабајта. Вилијамс је такође радио на албуму Baba Love аутора Артура Ејџа, за који је написао две песме.

### Глума
Вилијамс је глумио у филмовима Слем (енгл. Slam, 1998) и Данас (енгл. Today, 2012). На позорници је изабран за главну улогу у представи Holler If Ya Hear Me, бродвејском мјузиклу који садржи музику Тупака Шакура. Иако се у мјузиклу појављује Тупакова музика, музика није о његовом животу. Ради се о оригиналном сценарију који је написао Тод Крајдлер. Ролинг стоун је представу описао као „први хип-хоп џубокс мјузикл у историји Бродвеја”. Представа је премијерно изведена 19. јуна 2014. године. Вилијамсова улога у мјузиклу му је обезбедила интервју за Колберт рипорт, где је говорио о својој каријери и извео песму под називом Amethyst Rocks.

## Приватан живот
Вилијамс је веган. Вокални је критичар рата против тероризма и ратова у Ираку и Авганистану. Међу његовим познатијим радовима су антиратне химне Not in My Name и Act III Scene 2 (Shakespeare). Године 2011. прикључио се Заузетим музичарима, подржавајући светски покрет заузетих који се бори против неједнакости у приходима. Он се идентификује као квир.
Вилијамс и Марша Џоунс, визуелни уметник и професор уметности, започели су своју везу 1995. године као колаборативни уметници у кругу Бруклинских уметника перформанса и усмене поезије. Њихова ћерка Сатурн рођена је 1996. године. Збирка Вилијамсових песама под називом S/HE представља низ размишљања о прекиду његове везе са Џоунсовом. Марша Џоунс је креирала кавер за The Seventh Octave, а дизајнирала је и његов албум Amethyst Rock Star из 2001. године. Њихова ћерка Сатурн наступила је са својим оцем на његовој концертној турнеји 2008. године. Вилијамс такође има сина по имену Ксули са реномираном кореографкињом Фатимом Робинсон.
Дана 29. фебруара 2008. (његов 36. рођендан), Вилијамс се оженио глумицом Персијом Вајт после петогодишње везе. Упознали су се када је гостовао у серији Девојке (енгл. Girlfriends). Дана 17. јануара 2009. године Вајтова је путем блога Мајспејс објавила да она и Вилијамс више нису заједно. Сада је ожењен глумицом Анисијом Узејман. Четири године је живео у Паризу, али сада живи у Лос Анђелесу.

## Дискографија

### Студио албуми
- Amethyst Rock Star (2001)
- Saul Williams (2004)
- The Inevitable Rise and Liberation of NiggyTardust! (2007)
- NGH WHT (2009) (with Arditti Quartet)
- Volcanic Sunlight (2011)
- MartyrLoserKing (2016)[34]
- Encrypted & Vulnerable (2019)

### Компилацијски албуми
- Real Niggery Volume One (2005)
- These Mthrfckrs: MartyrLoserKing - Remixes, B-Sides, & Demos (2016)

### ЕП-ови
- Not in My Name (2003)

### Синглови
- "Elohim (1972)" (1998)
- "Penny for a Thought" b/w "Purple Pigeons" (2000)
- "List of Demands (Reparations)" (2004)
- "Black Stacey" (2005)
- "The Flaw You Worship" (2018)

### Гостовања
| Наслов                               | Година | Други извођач(и)                                        | Албум                                            |
| ------------------------------------ | ------ | ------------------------------------------------------- | ------------------------------------------------ |
| "Coded Language"                     | 1999   | Krust                                                   | Coded Language                                   |
| "Monkey Theme"                       | 2000   | The Infesticons                                         | Gun Hill Road                                    |
| "Release"                            | 2002   | Blackalicious, Zack de la Rocha, Lyrics Born, Sela Kerr | Blazing Arrow                                    |
| "Playing House"                      | 2002   | Tre Hardson                                             | Liberation                                       |
| "Sent from Sandy Shores"             | 2003   | Adventure Time                                          | Dreams of Water Themes                           |
| "Time (Jungle)" (Temple of Soul Mix) | 2003   | Wax Poetic                                              | Nublu Sessions                                   |
| "Freedom"                            | 2004   | Karl Denson's Tiny Universe                             | Н/Д                                              |
| "Three Fingers"                      | 2005   | Buckethead & Friends                                    | Enter the Chicken                                |
| "Sea Lion" (Extended version)        | 2005   | Sage Francis, Will Oldham, Alias                        | Н/Д                                              |
| "Lyrical Gunplay"                    | 2006   | Thavius Beck                                            | Thru                                             |
| "Mr. Nichols"                        | 2006   | Coldcut                                                 | Sound Mirrors                                    |
| "April Showers, April Tears"         | 2006   | Stuart Davis                                            | Н/Д                                              |
| "Said the Shotgun to the Head"       | 2006   | Thomas Kessler                                          | Thomas Kessler                                   |
| "Survivalism" (backing vocals)       | 2007   | Nine Inch Nails                                         | Year Zero                                        |
| "Me, I'm Not" (backing vocals)       | 2007   | Nine Inch Nails                                         | Year Zero                                        |
| "Gunshots by Computer"               | 2007   | Nine Inch Nails                                         | Year Zero Remixed                                |
| "Survivalism"                        | 2007   | Nine Inch Nails                                         | Year Zero Remixed                                |
| "Easter"                             | 2009   | Stuart Davis                                            | Sex, God, Rock 'n Roll: Songs from the TV Series |
| "U Can Do It"                        | 2010   | Maeckes                                                 | Kids                                             |
| "Dance or Die"                       | 2010   | Janelle Monáe                                           | The ArchAndroid                                  |
| "Black Intro"                        | 2010   | Vic Mensa                                               | Straight Up                                      |
| "Le Paradis II Est Chinois"          | 2011   | Arthur H                                                | Baba Love                                        |
| "Basquiat"                           | 2011   | Arthur H                                                | Baba Love                                        |
| "Believe"                            | 2011   | Ayọ                                                     | Billie-Eve                                       |
| "Rendez-Nous L'Argent"               | 2014   | Nevche                                                  | Rétroviseur                                      |
| "Money God"                          | 2015   | Haleek Maul                                             | Prince Midas                                     |
| "Imperial Sound"                     | 2016   | Torae                                                   | Entitled                                         |
| "The Virus"                          | 2016   | A Tribe Called Red, Chippewa Travellers                 | We Are the Halluci Nation                        |
| "Wings"                              | 2017   | Vic Mensa, Pharrell Williams                            | The Autobiography                                |
| "Faster"                             | 2017   | Rone                                                    | Mirapolis                                        |
| "Ancestral Recall"                   | 2019   | Christian Scott                                         | Ancestral Recall                                 |

## Филмографија

### Филм
- Slam (1998)
- SlamNation (1998)
- Downtown 81 (voice) (1981/2000)
- Underground Voices (1996)
- I'll Make Me a World (1999)
- King of the Korner (2000)
- K-PAX (2001)
- The N-Word (2004)
- Lackawanna Blues (2004)
- Today (2012)

### Телевизија
- Girlfriends (2003)
- The Colbert Report (2014)